# Complex industrial de la mina de carbó de Zollverein
El Complex industrial de la mina de carbó de Zollverein és un antic lloc industrial a la ciutat alemanya d'Essen, a l'estat federal de Rin del Nord-Westfàlia. Està inscrit a la llista del Patrimoni de la Humanitat de la UNESCO des del 2011 i és un dels punts més importants de la Ruta europea de l'Herència Industrial.